# Utrechts Stadsdichtersgilde
Het Utrechts Stadsdichtersgilde is een groep dichters in de Nederlandse stad Utrecht. Tot november 2014 luidde de naam Utrechts Dichtersgilde.
In 2009 werd het Stadsdichtersgilde opgericht door Ingmar Heytze, die in deze periode de eerste stadsdichter van Utrecht was. In januari 2011 nam de Utrechtse gemeenteraad het besluit de taak van het 'stadsdichten' officieel in handen te leggen van het Gilde. 
Het Stadsdichtersgilde zorgt voor stadsgedichten en bevordert de zichtbaarheid van dichtkunst in Utrecht. Professionele dichters die binnen een straal van 10 kilometer rond de Dom wonen, kunnen toegelaten worden tot het gilde, waar plaats is voor maximaal 14 leden. Aankomende dichters krijgen kansen zich te ontwikkelen. Werk van dichters van het Utrechtse Stadsdichtersgilde is te vinden op openbare locaties in Utrecht. De Letters van Utrecht is een van de projecten waarbij het gilde een prominente rol speelt. Ook De Eenzame Uitvaart wordt in Utrecht verzorgd door dichters van het gilde. Op Nationale Gedichtendag in de Poëzieweek zijn er optredens van het gilde.
Het Utrechts Stadsdichtersgilde wordt geleid door een Gildemeester die voor twee jaar wordt gekozen. 
Gildemeesters van het Stadsdichtersgilde
- 2009-2010 Ingmar Heytze
- 2011-2012 Ruben van Gogh
- 2013-2014 Chrétien Breukers (geroyeerd in september 2014)[5][6][7]
- 2015-2016 Alexis de Roode
- 2017-2019 Onno Kosters
- 2020-heden Ruben van Gogh[8]

Leden zijn, anno 2018
- Onno Kosters
- Alexis de Roode
- Ruben van Gogh
- Anne Broeksma
- Peter Drehmanns
- Baban Kirkuki
- Hanneke van Eijken
- Vicky Francken
- Fred Penninga
- Els van Stalborch
- Jan van der Haar
- Pauline Pisa
- Daniël Vis

Oud-leden zijn, anno 2018
- Ingmar Heytze (is erelid van het Stadsdichtersgilde)
- Maarten Das
- Mark Boog
- Ellen Deckwitz
- Vrouwkje Tuinman
- Peter Knipmeijer
- Nanne Nauta

Bibliografie
- Nijhoff-variaties. Het Utrechts Dichtersgilde: Ingmar Heytze, Alexis de Roode, Ruben van Gogh, Ellen Deckwitz, Utrecht: Hinderickx & Winderickx 2009
- Serenade voor Slauerhoff. Het Utrechts Dichtersgilde: Ingmar Heytze, Alexis de Roode, Ruben van Gogh, Chrétien Breukers, Ellen Deckwitz, Utrecht: Hinderickx & Winderickx 2012
- Het Utrechts Dichtersgilde gaat dwars door de stad, Uitgeverij De Contrabas, Utrecht, 2013
- Schaduwpeloton, fiets je eigen Tour d'Utrecht in 13 gedichten, Uitgeverij Magonia, Utrecht, 2015
- Terrible beauty | Barre schoonheid. Het Utrechts Stadsdichtersgilde ontmoet W.B. Yeats, Uitgeverij IJzer, 2015
- DICHTERBIJEN / POET BEES, Carol Ann Duffy in Utrecht, Stichting Het Literatuurhuis, Utrecht, 2017
- Dichter(s) bij Wilhelmina, Uitgeverij Magonia, Utrecht, 2018
- Regels voor Europa, Uitgeverij Magonia, Utrecht, 2019